# Campeonato Brasileño de Fútbol Serie C 2009
La temporada 2009 fue la 19.ª edición del Campeonato Brasileño de Serie C, la tercera categoría del fútbol de Brasil. El torneo dio inicio el 24 de mayo y finalizó el 19 de septiembre del año en curso y fue disputado por 20 clubes, de los cuales los cuatro mejores equipos ascendieron a la «Serie-B 2010» y los cuatro últimos descendieron a la «Serie-D 2010».

## Sistema de competición
Con la creación del Campeonato Brasileño de Serie D la cantidad de clubes en el torneo bajo desde 63 a 20 equipos. Los 20 clubes participantes fueron divididos inicialmente en cuatro grupos de cinco clubes, con los dos primeros de cada grupo avanzando a segunda fase. En segunda fase los ocho clubes disputan una ronda de eliminación directa, con cuartos de final, semifinales y final. Los cuatro clubes semifinalistas ascienden a la Série-B 2010. 
Asimismo los últimos clasificados de cada grupo de primera fase son relegados a la Serie-D 2010.

## Equipos participantes
| Equipo            | Ciudad             | Estado            | 2008          | Estadio           | Capacidad |
| ----------------- | ------------------ | ----------------- | ------------- | ----------------- | --------- |
| Águia de Marabá   | Marabá             | Pará              | 5º            | Rosenão           | 4.272     |
| América           | Belo Horizonte     | Minas Gerais      | 20º           | Independência     | 15.000    |
| ASA               | Arapiraca          | Alagoas           | 11º           | Coaracy da Mata   | 7.500     |
| Brasil de Pelotas | Pelotas            | Río Grande do Sul | 6º            | Bento Freitas     | 18.000    |
| Caxias            | Caxias do Sul      | Río Grande do Sul | 19º           | Francisco Stédile | 30.822    |
| CRB               | Maceió             | Alagoas           | 20º (Série B) | Estadio Rei Pelé  | 20.801    |
| Confiança         | Aracaju            | Sergipe           | 7º            | Estadio Batistão  | 14.000    |
| Criciúma          | Criciúma           | Santa Catarina    | 18º (Série B) | Heriberto Hülse   | 22.000    |
| Gama              | Gama               | Distrito Federal  | 19º (Série B) | Bezerrão          | 20.000    |
| Guaratinguetá     | Guaratinguetá      | São Paulo         | 9º            | Ninho da Garça    | 15.769    |
| Icasa             | Juazeiro do Norte  | Ceará             | 18º           | Romeirão          | 16.000    |
| Ituiutaba         | Ituiutaba          | Minas Gerais      | 10º           | Fazendinha        | 3.840     |
| Luverdense        | Lucas do Rio Verde | Mato Grosso       | 16º           | Passo das Emas    | 4.000     |
| Marcílio Dias     | Itajaí             | Santa Catarina    | 13º           | Hercílio Luz      | 10.000    |
| Marília           | Marília            | São Paulo         | 17º (Série B) | Bento de Abreu    | 17.963    |
| Mixto             | Cuiabá             | Mato Grosso       | 14º           | Estadio Verdão    | 40.000    |
| Paysandu          | Belém              | Pará              | 12º           | Curuzu            | 12.500    |
| Rio Branco        | Rio Branco         | Acre              | 8º            | Arena da Floresta | 20.000    |
| Salgueiro         | Salgueiro          | Pernambuco        | 15º           | Salgueirão        | 5.000     |
| Sampaio Corrêa    | São Luís           | Maranhão          | 17º           | Nhozinho Santos   | 16.500    |

## Primera fase

### Grupo A
| Pos | Equipos         | J | V | E | D | GF | GC | DG | Pts |
| --- | --------------- | - | - | - | - | -- | -- | -- | --- |
| 1   | Rio Branco-AC   | 8 | 4 | 0 | 4 | 15 | 12 | +3 | 12  |
| 2   | Paysandu        | 8 | 3 | 3 | 2 | 11 | 12 | −1 | 12  |
| 3   | Águia de Marabá | 8 | 3 | 2 | 3 | 12 | 12 | 0  | 11  |
| 4   | Luverdense      | 8 | 3 | 2 | 3 | 8  | 9  | −1 | 11  |
| 5   | Sampaio Corrêa  | 8 | 2 | 3 | 3 | 10 | 11 | −1 | 9   |

### Grupo B
| Pos | Equipos       | J | V | E | D | GF | GC | DG  | Pts |
| --- | ------------- | - | - | - | - | -- | -- | --- | --- |
| 1   | Icasa         | 8 | 5 | 2 | 1 | 15 | 4  | +11 | 17  |
| 2   | ASA Arapiraca | 8 | 5 | 1 | 2 | 13 | 7  | +6  | 16  |
| 3   | Salgueiro     | 8 | 4 | 1 | 3 | 8  | 12 | −4  | 13  |
| 4   | CRB Alagoas   | 8 | 2 | 0 | 6 | 8  | 12 | −4  | 6   |
| 5   | Confiança     | 8 | 2 | 0 | 6 | 9  | 18 | −9  | 6   |

### Grupo C
| Pos | Equipos         | J | V | E | D | GF | GC | DG  | Pts |
| --- | --------------- | - | - | - | - | -- | -- | --- | --- |
| 1   | América Mineiro | 8 | 5 | 1 | 2 | 12 | 6  | +6  | 16  |
| 2   | Guaratinguetá   | 8 | 5 | 0 | 3 | 15 | 12 | +3  | 15  |
| 3   | Ituiutaba       | 8 | 3 | 2 | 3 | 13 | 8  | +5  | 11  |
| 4   | Gama            | 8 | 2 | 2 | 4 | 11 | 14 | −3  | 8   |
| 5   | Mixto           | 8 | 2 | 1 | 5 | 8  | 19 | −11 | 7   |

### Grupo D
| Pos | Equipos           | J | V | E | D | GF | GC | DG | Pts |
| --- | ----------------- | - | - | - | - | -- | -- | -- | --- |
| 1   | SER Caxias        | 8 | 5 | 1 | 2 | 10 | 6  | +4 | 16  |
| 2   | Brasil de Pelotas | 8 | 5 | 1 | 2 | 12 | 9  | +3 | 16  |
| 3   | Marília           | 8 | 4 | 3 | 1 | 14 | 8  | +6 | 15  |
| 4   | Criciúma          | 8 | 2 | 1 | 5 | 6  | 12 | −6 | 7   |
| 5   | Marcílio Dias     | 8 | 1 | 0 | 7 | 12 | 19 | −7 | 3   |

## Fase final
Los 8 clubes finalistas disputan cuartos de final, semifinales y final. los cuatro equipos semifinalistas ascienden a la Serie-B 2010.
|  | Cuartos de final   | Cuartos de final  | Cuartos de final  |   |                      | Semifinales        | Semifinales        | Semifinales        |  |               | Final                 | Final                 | Final                 |  |
|  | 9 al 16 de agosto  | 9 al 16 de agosto | 9 al 16 de agosto |   |                      | 23 al 30 de agosto | 23 al 30 de agosto | 23 al 30 de agosto |  |               | 13 y 19 de septiembre | 13 y 19 de septiembre | 13 y 19 de septiembre |  |
|  |                    |                   |                   |   |                      |                    |                    |                    |  |               |                       |                       |                       |  |
|  |                    |                   |                   |   |                      |                    |                    |                    |  |               |                       |                       |                       |  |
|  | Rio Branco - AC    | 1                 | 2                 |   |                      |                    |                    |                    |  |               |                       |                       |                       |  |
|  | Rio Branco - AC    | 1                 | 2                 |   |                      |                    |                    |                    |  |               |                       |                       |                       |  |
|  | ASA Arapiraca (v.) | 1                 | 2                 |   |                      |                    |                    |                    |  |               |                       |                       |                       |  |
|  | ASA Arapiraca (v.) | 1                 | 2                 |   | ASA Arapiraca        | 1                  | 3                  |                    |  |               |                       |                       |                       |  |
|  |                    |                   |                   |   | ASA Arapiraca        | 1                  | 3                  |                    |  |               |                       |                       |                       |  |
|  |                    |                   | Icasa             | 1 | 2                    |                    |                    |                    |  |               |                       |                       |                       |  |
|  | Icasa              | 1                 | Icasa             | 1 | 2                    | 6                  |                    |                    |  |               |                       |                       |                       |  |
|  | Icasa              | 1                 |                   |   |                      |                    |                    |                    |  |               |                       |                       |                       |  |
|  | Paysandu           | 1                 | 2                 |   |                      |                    |                    |                    |  |               |                       |                       |                       |  |
|  | Paysandu           | 1                 | 2                 |   |                      |                    |                    |                    |  | ASA Arapiraca | 1                     | 0                     |                       |  |
|  |                    |                   |                   |   |                      |                    |                    |                    |  | ASA Arapiraca | 1                     | 0                     |                       |  |
|  |                    |                   | América Mineiro   | 3 | 1                    |                    |                    |                    |  |               |                       |                       |                       |  |
|  | América Mineiro    | 0                 | América Mineiro   | 3 | 1                    | 3                  |                    |                    |  |               |                       |                       |                       |  |
|  | América Mineiro    | 0                 |                   |   |                      |                    |                    |                    |  |               |                       |                       |                       |  |
|  | Brasil de Pelotas  | 0                 | 1                 |   |                      |                    |                    |                    |  |               |                       |                       |                       |  |
|  | Brasil de Pelotas  | 0                 | 1                 |   | América Mineiro (p.) | 1                  | 2                  |                    |  |               |                       |                       |                       |  |
|  |                    |                   |                   |   | América Mineiro (p.) | 1                  | 2                  |                    |  |               |                       |                       |                       |  |
|  |                    |                   | Guaratinguetá     | 2 | 1                    |                    |                    |                    |  |               |                       |                       |                       |  |
|  | SER Caxias         | 0                 | Guaratinguetá     | 2 | 1                    | 1                  |                    |                    |  |               |                       |                       |                       |  |
|  | SER Caxias         | 0                 |                   |   |                      |                    |                    |                    |  |               |                       |                       |                       |  |
|  | Guaratinguetá      | 2                 | 1                 |   |                      |                    |                    |                    |  |               |                       |                       |                       |  |
|  | Guaratinguetá      | 2                 | 1                 |   |                      |                    |                    |                    |  |               |                       |                       |                       |  |
|  |                    |                   |                   |   |                      |                    |                    |                    |  |               |                       |                       |                       |  |

### Final
| 13 de septiembre de 2009 | ASA Arapiraca | 1 – 3 | América Mineiro | Estadio Coaracy da Mata Fonseca, Arapiraca |  |
|                          |               |       |                 | Asistencia: 9.464 espectadores             |  |

| 19 de septiembre de 2009 | América Mineiro | 1 – 0 | ASA Arapiraca | Estadio Independência, Belo Horizonte |  |
|                          |                 |       |               | Asistencia: 10.828 espectadores       |  |

| Campeón Brasileño 2009 Serie C |
| Minas Gerais                   |
| ------------------------------ |
| América Mineiro (1º título)    |